# جورج دوغلاس
جورج دوغلاس (بالإنجليزية: George Douglas)‏ (18 أغسطس 1893 في المملكة المتحدة - 1 يناير 1979) هو لاعب كرة قدم بريطاني (وحمل سابقاً جنسية المملكة المتحدة لبريطانيا العظمى وأيرلندا) في مركز الوسط. لعب مع أولدهام أثلتيك وليستر سيتي ونادي بريستول روفيرز ونادي بيرنلي وTunbridge Wells F.C. ‏.